# جيميبروست
جيميبروست (16, 16-ثنائي مثيل-ترانس-دلتا2 بروستاغلاندين إي1 مثيل إستر) هو مضاهئ بروستاغلاندين إي1.

## جيميبروست
يستعمل في علاج نزف الولادة.
كما يستعمل مع ميفيبريستون لإنهاء الحمل قبل مرور 24 أسبوعا على الحمل.

## الأعراض الجانبية
من أبز الأعراض الجانبية لاستعمال جيميبروست نزف المهبل وشد عضلي وغثيان وقيء وإسهال وصداع ووهن عضلي ودوخة وتورد ونفضان وألم ظهر وضيق نفس وألم صدر وخفقان وحمى.
أما من الأعراض الجانبية النادرة تمزق الرحم وفرط ضغط الدم الشديد وتضيق في الشرايين التاجية واحتمال حدوث نوبة قلبية نتيجة لذلك.